# Cattai-Nationalpark
Der Cattai-Nationalpark ist ein Nationalpark im Osten des australischen Bundesstaates New South Wales, 45 Kilometer nordwestlich von Sydney. Es handelt sich dabei um jenes Stück Land, das dem Assistenzarzt der First Fleet, Thomas Arndell, zugeteilt wurde. Arndells Bauernhaus von 1821 kann heute noch im Park besichtigt werden. Der Park wird vom Hawkesbury River und seinem Nebenfluss, dem Cattai Creek, begrenzt und besitzt auch Picknickplätze.